# Glenea regularis
Glenea regularis là một loài bọ cánh cứng trong họ Cerambycidae.